# フェリックス・デュバン
フェリックス・デュバン（Jacques Félix Duban, 1798年10月14日 - 1870年10月8日）はフランスの建築家。

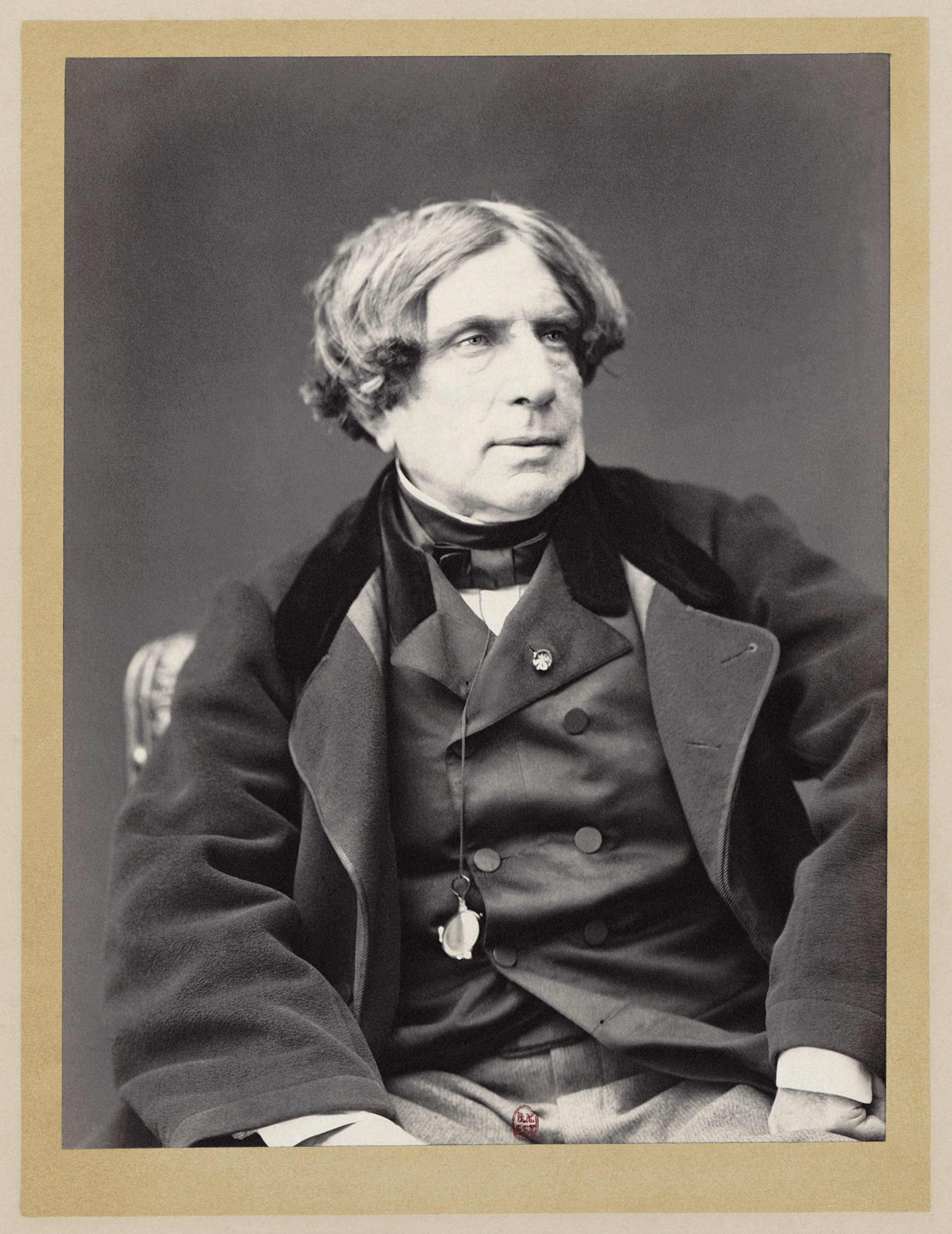
フェリックス・デュバン

## 人物
エコール・デ・ボザールのネオ・グレコの世代を飾る気鋭の建築家として知られる。1823年に、創設間もないボザールのローマ賞を受賞。上の新古典主義世代がパッラーディオやヴィニョーラなどの研究に没頭している間、彼自身はブラマンテやフィレンツェ建築の美しさやボンベイ廃墟の華麗な装飾に強く惹かれ、帰国後は彩色を生かした鮮やかな建築を作り出している。
サント・シャペル修復では、ゴシック様式などにも興味を示し、存在していなかった尖塔を自らの創造で実現させる。
1830年から1854年まで、義理の兄の後をついで、アトリエ・パトロン、またボザール校舎設計を引き継ぐ。

## 主な作品
- エコール・デ・ボザール校舎、パリ、1832年から1864年
- ブルタレス邸館、パリ、1836年
- サント・シャペル修復、パリ、1839年
- モレ邸館改築、パリ、1841年から1842年
- ルーヴル宮改築、パリ、1849年